# Beyran

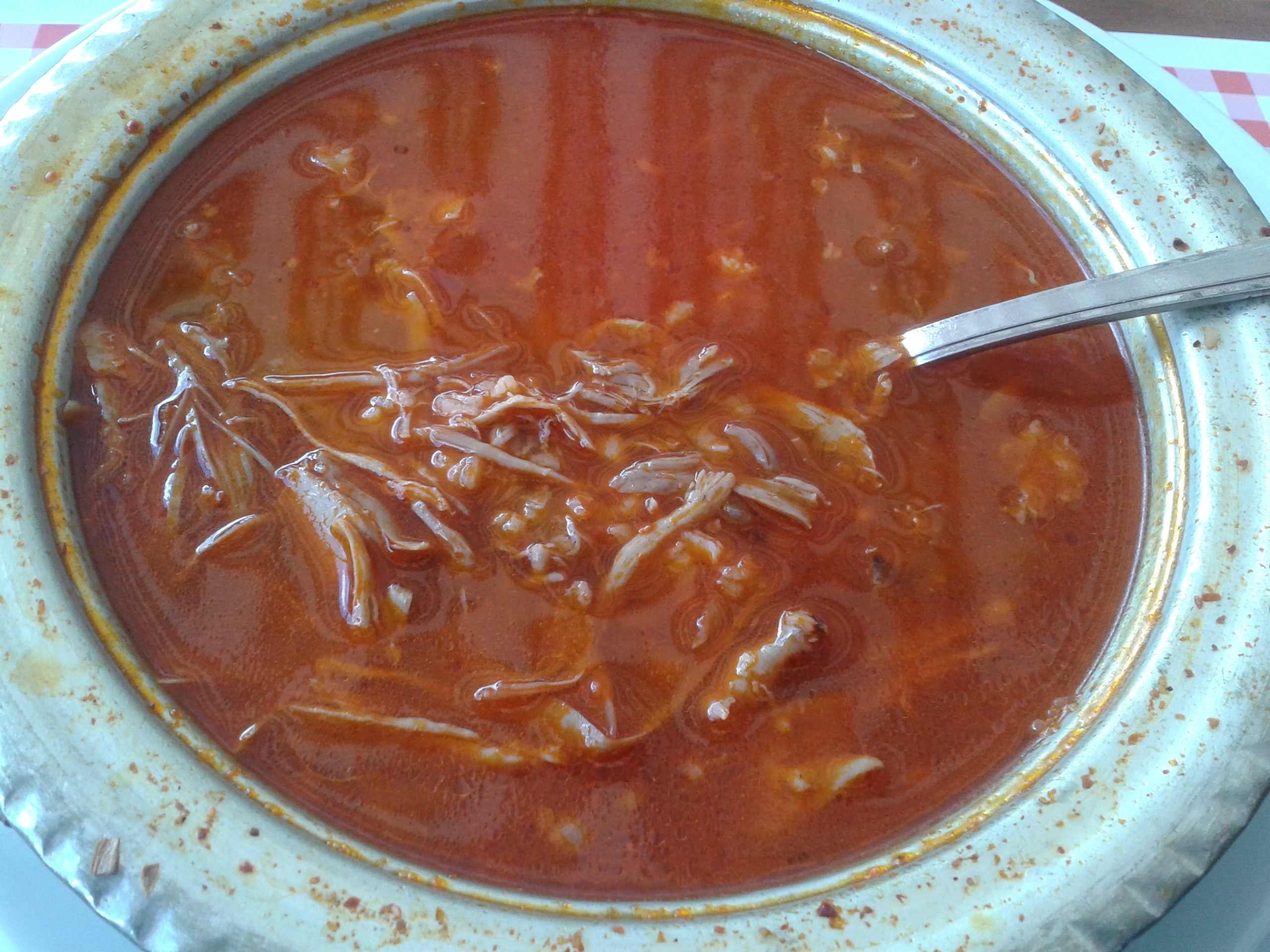
Beyran

Beyran, auch bekannt als Beyran-Suppe, ist eine türkische Suppe, die aus der südöstlichen Region der Türkei stammt, insbesondere aus der Gegend von Gaziantep, wo sie häufig zum Frühstück serviert wird. Sie wird aus Lammhals und Lammbacke hergestellt. Weitere Zutaten, die die Suppe ausmachen, sind Reis, Knoblauch, Butter, Öl, Wasser, Salz, Paprikamark, schwarzer Pfeffer und Aleppo-Pfeffer-Flocken.